# Resolución 1931 del Consejo de Seguridad de las Naciones Unidas
La resolución 1931 del Consejo de Seguridad de Naciones Unidas, aprobada por unanimidad el 29 de junio de 2010, acordó prorrogar el mandato de varios magistrados del Tribunal Penal Internacional para la ex Yugoslavia de acuerdo a la intención expresada una resolución anterior, la 1900 de 2009.  La prórroga se fijó hasta el 31 de diciembre de 2011 o bien hasta que concluyeran las causas para las cuales los magistrados habían sido asignados. La resolución también se refirmó en cuanto a la necesidad de procesar a todos los inculpados por el Tribunal Internacional, con alusión concreta a Ratko Mladić y Goran Hadžić, acusados de genocidio y en ese momento prófugos de la justicia internacional.
Los magistrados de la Sala de Apelaciones del Tribunal Internacional cuyo mandato fue prorrogado fueron los siguientes:
- Carmel Agius (Malta)
- Liu Daqun (China)
- Theodor Meron (Estados Unidos)
- Fausto Pocar (Italia)
- Patrick Robinson (Jamaica)

Los magistrados permanentes de la Sala de Primera Instancia del Tribunal Internacional cuyo mandato fue prorrogado fueron los siguientes:
- Jean-Claude Antonetti (Francia)
- Guy Delvoie (Bélgica)
- Burton Hall (Bahamas)
- Christoph Flügge (Alemania)
- O-Gon Kwon (Corea del Sur)
- Bakone Justice Moloto (Sudáfrica)
- Howard Morrison (Reino Unido)
- Alphons Orie (Países Bajos)

Los magistrados ad lítem de la Sala de Primera Instancia del Tribunal Internacional cuyo mandato fue prorrogado fueron los siguientes:
- Melville Baird (Trinidad y Tobago)
- Pedro David (Argentina)
- Elizabeth Gwaunza (Zimbabue)
- Frederik Harhoff (Dinamarca)
- Flavia Lattanzi (Italia)
- Antoine Kesia-Mbe Mindua (República Democrática del Congo)
- Prisca Matimba Nyambe (Zambia)
- Michèle Picard (Francia)
- Árpád Prandler (Hungría)
- Stefan Trechsel (Suiza)